# 20 Leonis Minoris
20 Leonis Minoris, som är stjärnans Flamsteed-beteckning, är en dubbelstjärna, belägen i den mellersta delen av stjärnbilden Lilla lejonet. Den har en kombinerad skenbar magnitud av ca 5,40 och är svagt synlig för blotta ögat där ljusföroreningar ej förekommer. Baserat på parallaxmätning inom Hipparcosuppdraget på ca 66,5 mas, beräknas den befinna sig på ett avstånd på ca 49 ljusår (ca 15 parsek) från solen. Den rör sig bort från solen med en heliocentrisk radialhastighet på ca 56 km/s. Den har en relativt stor egenrörelse och hade sin närmaste position till solen för 150 000 år sedan då den befann sig på ett avstånd av 32,2 ljusår,

## Egenskaper
Primärstjärnan 20 Leonis Minoris A är en gul till vit stjärna i huvudserien av spektralklass G3 Va Hδ1. Den har en massa som är ca 1,1 solmassor, en radie som är ca 1,25 solradier och utsänder från dess fotosfär ca 1,4 gånger mera energi än solen vid en effektiv temperatur av ca 5 700 K.
Den lilla följeslagaren 20 Leonis Minoris A är en aktiv röd stjärna av spektralklass M7 V, som har en relativt hög metallicitet. De två stjärnorna är för närvarande (2019) separerade med 14,5 bågsekunder, vilket motsvarar en projicerad separation av 2 016 AE.